# Ред Светог Лазара Јерусалимског
Ред Светог Лазара Јерусалимског води порекло од монашке браће који су као болничари лечили оболеле од лепре. Крсташи Јерусалимске краљевине су основали Ред у XII веку.
Данас је ово удружење ангажовано на великим добротворним програмима зарад оживљавања хришћанства у земљама источне Европе као што су: Русија, Украјина, Јерменија, Грузија, и у блискоисточним: Либан, Сирија и Палестина. Храна, одећа, медицинска опрема и потрепштине вредне милионе долара се промећују у Пољску, Мађарску, Румунију и Хрватску.